# La Generala (zarzuela)
La Generala es una zarzuela, para algunos opereta, en dos actos estrenada en 1912, con libreto original de Guillermo Perrín y Miguel de Palacios y música de Amadeo Vives. Se estrenó en el Gran Teatro de Madrid el 14 de junio de 1912.

## Comentario
Es un claro ejemplo de los nuevos gustos en el teatro de aquellos años, en los que la opereta empezaba a coger auge, decayendo visiblemente el género chico. En el libreto se puede apreciar claramente los modelos y tipos importados de la opereta vienesa e incluso francesa, debido a la mano de Guillermo Perrín y Miguel Palacios, famoso dúo de escritores conocidos en aquellos años.
La música es un alarde de buen hacer y lirismo, en donde encontramos páginas cercanas a la opereta vienesa, con otras de gran vuelo lírico y colorido, debidas a la mano de Amadeo Vives, el cual utiliza todos sus conocimientos creando una de las partituras más interesantes de su producción, destacando números como La canción del Arlequin, o La canción del príncipe Pío
Esta zarzuela rara vez se representa en la actualidad; en las estadísticas de Operabase aparece con sólo 3 representaciones para el período 2005-2010.

## Argumento
La acción transcurre en Inglaterra, en la época del estreno (1912)

### Primer Acto
El rey destronado de Molavia, Cirilo II, vive su exilio inglés en compañía de su familia formada por su esposa Eva y su hijo Pío. Con ellos conviven también el fiel consejero, el duque de Sisa, y Dagoberto, un peculiar mayordomo acorde con la excéntrica personalidad de sus amos. Debido a la conducta un tanto desarreglada de Pío, la familia está completamente arruinada. La mejor manera de superar esta situación, aconseja el duque de Sisa, es casar a Pío con una princesa que disponga por supuesto de fortuna. En la lista de candidatas a considerar destaca Olga, una hermosa joven hija de Clodomiro V de Espartanopia quien, además, tiene lazos de parentesco con Cirilo. El Duque de Sisa se encarga de preparar la operación y como para ello se necesita con urgencia dinero, propone al rey que se lo pida al general Tocateca, un hombre acaudalado, antiguo embajador de Venezuela en Molavia. En este momento, llega una petición de audiencia por parte del sorprendentemente joven y apuesto general venezolano, cuya única preocupación es hacer feliz, en todos los sentidos, a su esposa Berta que le acompaña. Ésta, una antigua cupletista francesa, aunque retirada de la profesión, sigue ofreciendo a sus amigos más íntimos llamativos espectáculos en los que exhibe sus cualidades artísticas. Los dos son recibidos por Cirilo II con abundantes muestras de cortesía. Tocateca accede de inmediato a facilitar el préstamo, añadiendo la prometedora noticia de que Clodomiro V y Olga se hallan justamente en camino deseosos de hacerles una visita. La situación se complica de pronto: Pío, desde que vio y escuchó cantar en París a Berta, La Generala, se ha enamorado de ella.

### Segundo Acto
Llegan Clodomiro V y Olga a la mansión de La Generala. Su presencia es muy celebrada por todos los presentes. Olga está enamorada de Pío y sufre su indiferencia encaprichado como está por La Generala. Cuando los interesados, Cirilo, Eva y el duque de Sisa, se enteran de que sus planes de boda entre Olga y Pío pueden irse al traste, manifiestan su preocupación, ya que entre otras calamidades peligra el préstamo de Tocateca lo que acarrearía la ruina total de la regia familia. Pero la solución llega de la propia Generala que, al estar totalmente satisfecha con su acaudalado marido, hace comprender a Pío la dificultad e imposibilidad de su relación y a Olga, en una jugosa conversación, lo infundado de sus celos. Aún más, para conseguir que se celebre la tan deseada boda, concierta con el joven una cita haciéndole creer que será ella, La Generala, la que acuda a la misma cuando en realidad es Olga con quien se va a encontrar. La treta consigue los esperados fines: Pío acepta el amor de Olga, solucionando con ello la situación económica familiar.

## Números musicales
- Acto primero
  - Introducción y Marcha Militar: "Para presentarse a su majestad"
  - Canción del Príncipe Pío: "Os invito amigos míos a una copa de champagne"
  - Cuarteto Cómico: "Un miembro de los reyes de Moravia"
  - Escena: "Estamos a las órdenes de su Majestad"
  - Canción del Arlequin: "Es un muñeco el Arlequín"
  - Dúo de la Generala y el Príncipe: "Mi dulce sueño de Adolescente"
  - Escena y Final del Acto Primero: "Cumpliendo vuestras órdenes"

- Acto segundo
  - Introducción, Escena y Canción de las flores: "Llegó el momento deseado"
  - Dúo de la rosa de Olga y Pio: "¿Te agradan las flores?"
  - Canción Escocesa y Giga militar: "La Alegre Canción"
  - Terceto Cómico: "Señora, Señora"
  - Dúo Nocturno de Olga y Pío: "llegó la hora de mi ventura"
  - Retreta y Final de la obra: "Es un muñeco el Arlequín"